# Serafina (Nuovo Messico)
Serafina è una comunità non incorporata degli Stati Uniti d'America della contea di San Miguel nello Stato del Nuovo Messico. La comunità si trova lungo la Interstate 25, 15 miglia (24 km) a sud-sud-ovest di Las Vegas (Nuovo Messico). Serafina ha un ufficio postale con ZIP code 87569.